# Bulgaria en el Festival de la Canción de Eurovisión Junior
Bulgaria fue uno de los países que debutó en el V Festival de Eurovisión Junior en 2007.
Ha participado en los festivales de 2007, 2008 y 2011. Se ausentó en 2009, 2010, 2012 y 2013. Este país regresó junto con Chipre, Croacia y Serbia al festival del 2014. Debutaron en 2007 con el grupo Bon-Bon y su canción "Bonbolandiya". Terminaron en 7.ª posición. Su segunda representante fue Krestiana Kresteva con "Edna mechta", acabó en la 15.ª y última posición en 2008. Después de un paréntesis de dos años regresó en 2011, donde fue representado por Ivan Ivanov y su "Superhero" que obtuvo la 8.ª plaza. En 2012 decidió retirarse nuevamente durante dos años. En 2014 Bulgaria regresó a la competición con la maravillosa Krisia Todorova, Hasan & Ibrahim, quedando segundos, siendo esta su mejor posición obtenida en un festival de Eurovisión.
Su puntuación media hasta su retiro es de 86,8 puntos.

## Participación
| 2007                           | Róterdam  | Bon-Bon                                  | «Bonbolandiya»                | 7  | 86  |
| 2008                           | Limassol  | Krastyana Krasteva                       | «Edna mechta»                 | 15 | 15  |
| No participó entre 2009 y 2010 |           |                                          |                               |    |     |
| 2011                           | Ereván    | Ivan Ivanov                              | «Supergeroy»                  | 8  | 60  |
| No participó entre 2012 y 2013 |           |                                          |                               |    |     |
| 2014                           | Marsa     | Krisia Todorova, Hasan & Ibrahim Todorov | «Planet of the children»      | 2  | 147 |
| 2015                           | Sofía     | Gabriela Yordanova & Ivan Stoyanov       | «Colour of hope»              | 9  | 62  |
| 2016                           | La Valeta | Lydia Ganeva                             | «Valsheben den (Magical day)» | 9  | 161 |
| No participó entre 2017 y 2020 |           |                                          |                               |    |     |
| 2021                           | París     | Denislava & Martin                       | «Voice of Love»               | 16 | 77  |
| No participó entre 2022 y 2024 |           |                                          |                               |    |     |

## Festivales organizados en Bulgaria
| Edición                                          | Ciudad sede | Localización | Presentandores |
| ------------------------------------------------ | ----------- | ------------ | -------------- |
| Festival de la Canción de Eurovisión Junior 2015 | Sofía       | Arena Armeec | Poli Genova    |

## Votaciones
Hasta 2021, la votación de Bulgaria ha sido: